# Лан-Дилль (район)
Лан-Дилль (нем. Lahn-Dill-Kreis) — район в Германии. Центр района — город Вецлар. Район входит в землю Гессен. Занимает площадь 1067 км². Население — 252,1 тыс. чел. (2012). Плотность населения — 238 человек/км².
Официальный код района — 06 5 32.
Округ подразделяется на 23 общины.

## История
Южный ареал района принадлежал принцу к Зольмс-Браунфельсу и имперскому городу Вецлар. На основе медиатизации в Германии город Вецлар прекратил носить статус имперского города в 1803 году и был назначен в великое герцогство Франкфурт. Зольмские территории были определены в 1806 в Нассау и в 1815 в обмен в Пруссию. В 1816 основались прусские районы Вецлар и Браунфельс, которые были объединены в 1822 в округ Вецлар. До 1932 года округ был определен в рейнскую провинцию.
Северный ареал района принадлежал с Среднего Века княжеству Оранско-Нассау, которое с 1815 носило название герцогтум Нассау. После подключения герцогства Нассау к Пруссии оба округа были объединены в Диллькрейс.

## Города и общины
1. Вецлар (51 499)
2. Дилленбург (23 573)
3. Херборн (20 702)
4. Хайгер (19 306)
5. Аслар (13 660)
6. Зольмс (13 449)
7. Браунфельс (10 913)
8. Хюттенберг (10 719)
9. Эшенбург (10 409)
10. Эрингсхаузен (9246)
11. Ланау (8215)
12. Грайфенштайн (7026)
13. Зинн (6500)
14. Шёффенгрунд (6275)
15. Дицхёльцталь (5975)
16. Лойн (5848)
17. Дридорф (5057)
18. Вальдзольмс (4964)
19. Брайтшайд (4933)
20. Миттенар (4927)
21. Хоэнар (4872)
22. Бишоффен (3460)
23. Зигбах (2784)

(30 июня 2010)